# پیتر مولر (اسکیت‌باز سرعت)
پیتر مولر (انگلیسی: Peter Mueller؛ زادهٔ ۲۷ ژوئیه ۱۹۵۴) اسکیت‌باز سرعت اهل ایالات متحده آمریکا بود.
از افتخارات وی می‌توان به کسب مدال طلا در بازی‌های المپیک زمستانی ۱۹۷۶ اشاره کرد.